# Högerhandsregeln

Högerhandregeln för magnetfält kring en strömförande ledare

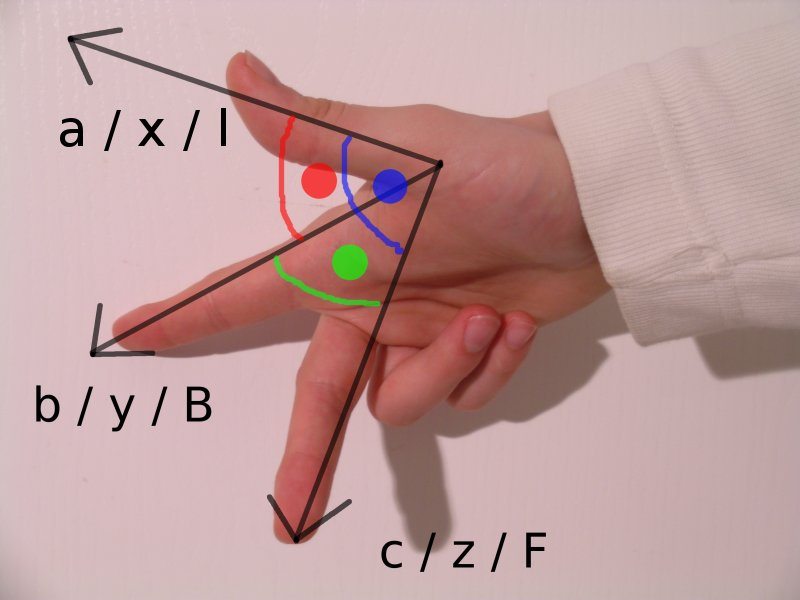
Högerhandsregeln

Högerhandsregeln (även kallad tumregeln) är en mnemoteknik och används i fysik och matematik för att, med hjälp av högerhanden, bestämma vilken riktning resultatet blir vid en kryssprodukt.

## Elektromagnetism
Ett vanligt exempel är sambandet mellan strömmen (I), magnetfältet (B) och Lorentzkraften (F). Där kan högerhandsregeln ses som ett alternativ till skruvregeln, som har samma innebörd men använder en högergängad skruv som liknelse. Det finns flera varianter, men den vanligaste är den som syns på bilden. I pekar där i tummens riktning och den magnetiska fältstyrkan B är riktad som pekfingret. Då kommer den magnetiska kraften F att peka ut från handflatan, längs långfingret när det böjs som på bilden.
Detta gäller vid användning av högerhanden och positiv strömriktning. 

## Matematik
Bilden visar även hur riktningen hos {\displaystyle {\vec {c}}\!} i en allmän kryssprodukt {\displaystyle {\vec {c}}={\vec {a}}\times {\vec {b}}} bestäms.
Högerhandsregeln används också i fysiken och matematiken för att på ett ordnat sätt hålla reda på axlarnas inbördes relation när man definierar och arbetar i ett tredimensionellt koordinatsystem, ett xyz-system. Man talar om högersystem respektive vänstersystem beroende på om höger eller vänster hand skall användas för att x-, y- och z-axlarna skall peka som tummen, pekfingret respektive långfingret. Resonemangen ovan gäller i ett högersystem, liksom bilden av en högerhand.